# أنديرس نيلسون (ملحن)
أنديرس نيلسون (بالسويدية: Anders Nilsson)‏ هو ملحن سويدي، ولد في 6 يوليو 1954 في ستوكهولم في السويد.

## وصلات خارجية
- الموقع الرسمي
- أنديرس نيلسون على موقع ميوزك برينز (الإنجليزية)
- أنديرس نيلسون على موقع أول ميوزيك (الإنجليزية)
- أنديرس نيلسون على موقع ديسكوغز (الإنجليزية)